# Sminthopsis murina
Sminthopsis murina — вид родини сумчастих хижаків. Мешкає у рідколіссях, відкритих лісах, пустищах і на узліссі вологих тропічних лісів на сході Австралії. Самиці зазвичай народжують два виводки до десяти молодих у році. Вага: 10—28 гр. Етимологія: лат. murina —«мишоподібний».

## Загрози та охорона
Здається, немає серйозних загроз для цього виду, хоча хижацтво котів і лисиць і деградація місць проживання можуть спричинити деяке локалізоване зниження чисельності. Зареєстрований у багатьох природоохоронних областях.